# Charley, My Boy
Charley, My Boy ist ein Popsong, den Gus Kahn und Ted Fiorito verfassten und 1924 veröffentlichten.

## Hintergrund
Kahn und FioRito widmeten Charley, My Boy dem Vaudeville-Künstler Charley Roy. Das Russo-FioRito Orchestra stellte den Song im Edgewater Beach Hotel in Chicago vor. Der Liedtext erzählt, dass jener Charley bei allen als netter Kerl gilt außer bei Flo, die ihn für einen außergewöhnlichen Liebhaber halte, besser als Romeo.

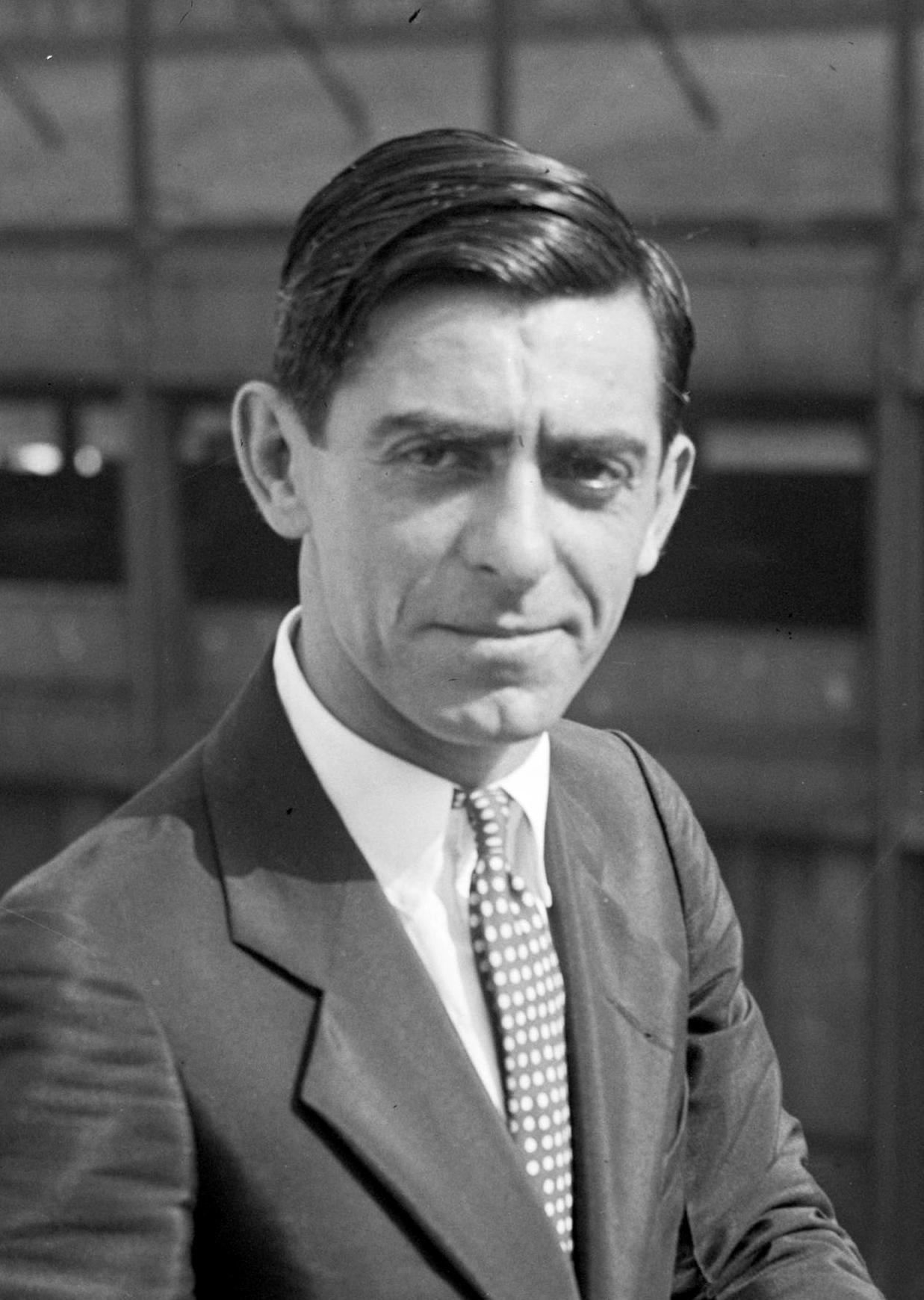
Eddie Cantor

And when we dance, I read in your glance
Whole pages and ages of love and romance
They tell me Romeo was some lover, too
But boy, he should have taken lessons from you
Bekannt wurde der Popsong in den Vereinigten Staaten vor allem durch den singenden Komiker Eddie Cantor, der ihn 1924 für Columbia Records aufnahm. Es folgten Coverversionen des Songs von Billy Murray (Victor 19411), Ben Selvin (Vocalion, mit Irving Kaufman), Bennie Krueger’s Orchestra mit dem Sänger Billy Jones, die Pennsylvanians Jazz Band (Kalliope 733) sowie das Puritan Novelty Orchestra mit Arthur Fields (Puritan 11346-A), ferner zahlreiche Versionen des Songs als Piano Roll.

## Erste Aufnahmen und spätere Coverversionen
Zu den weiteren Musikern, die den Song ab 1924 coverten, gehörten die California Ramblers (Columbia bzw. Pathé), Fletcher Henderson (Regal), die Studioband The Kentucky Blowers (Gennett, mit Bill Moore, Adrian Rollini, Irving Brodsky, Tommy Felline, Stan King), Cliff Edwards (Perfect), The Georgia Melodians (Edison, mit Vernon Dalhart), in Kopenhagen Valdemar Eiberg (Polydor).
Der Diskograf Tom Lord listet im Bereich des Jazz insgesamt 26 (Stand 2016) Coverversionen, u. a. ab 1946 von Chuck Mackey's Michigan Boulevard Gang (u. a. mit Matty Matlock), Jimmy Dorsey, Louis Prima, Eugenie Baird, Ben Pollack, Svend Asmussen, Peggy Lee, Enoch Light, The Temperance Seven und zahlreichen Dixieland-Bands, wie das Originální Pražský Synkopický Orchestr. 1949 wurde Charley, My Boy von den Andrews Sisters aufgenommen. Er war außerdem Erkennungsmelodie des amerikanischen Radioprogramms The Spike Jones Show.